# Francisco Ferraz de Macedo
Francisco Ferraz de Macedo (Lugar de Paradela, Espinhel (Águeda), 11 de Outubro de 1845 — Lisboa, 28 de Janeiro de 1907) foi um farmacêutico, médico e antropólogo. Imigrante no Brasil, foi figura de relevo na colónia portuguesa do Rio de Janeiro, onde exerceu medicina e ocupou o cargo de director geral da Associação Montepio Agrícola do Rio de Janeiro. Depois de se fixar em Lisboa, em 1881, dedicou-se ao estudo da antropologia, com destaque para a osteologia e as mensurações antropométricas e a criminologia. Encontra-se publicado, postumamente, no jornal O Crime   (1936), um excerto de um estudo da sua autoria sobre a morfologia dos evadidos do Limoeiro. Reuniu uma colecção de milhares de ossos humanos recolhidos nos cemitérios de Lisboa. É autor de diversas publicações pioneiras na antropologia biológica portuguesa, e incluiu na sua tese de licenciatura o primeiro relatório sobre a homossexualidade no Brasil.
Homem de culto, versado em línguas, apreciador de poesia, publicou, em 1888, Dois Dias de Ociosidade, onde reúne alguns poemas de sua autoria escritos em dois domingos de passeio a Chambésy (27 de maio de 1888) e a Champel (3 de junho de 1888), assim como duas traduções de poetas estrangeiros: Sem Título, tradução direta do russo de obras de Pushkin; e Tempo Perdido, tradução de poesias inéditas gregas do poeta Elias João Zenemvissis, seu amigo. Em 1887 já tinha publicado Sem Mãi, tradução do mesmo autor Elias João Zenemvissis.

## Obras publicadas
- Dois Dias de Ociosidade, Imprimerie Charles Schuchardt, Genève, 1888

### Traduções
- ZENEMVISSIS, João Elias - Sem Mãi, Imprimerie Charles Schuchardt, Genève, 1887 (tradução)
- ZENEMVISSIS, João Elias - Tempo Perdido, Imprimerie Charles Schuchardt, Genève, 1888 (tradução de obras inéditas)
- PUSHKIN, Alexandre - Sem Título, Imprimerie Charles Schuchardt, Genève, 1888 (tradução direta do russo de poemas extraídos da obra do autor)